# Neu-Delhi (Distrikt)
Der Distrikt Neu-Delhi (Hindi नई दिल्ली जिला, englisch New Delhi district) ist ein Distrikt des Nationalen Hauptstadtterritoriums Delhi in Indien. Er ist nach der innerhalb des Distrikts gelegenen indischen Hauptstadt Neu-Delhi benannt und Teil der eine einzige Agglomeration bildenden Megastadt Delhi. Der Distrikt wurde im Jahr 1997 gegründet, bei der Reorganisation der Distrikte Delhis im Jahr 2012 aber in seiner Grenzziehung erheblich verändert.

## Geographie
Der Distrikt dehnt sich über Gebiete aller drei kommunalen Verwaltungseinheiten Delhis aus: Neben dem namengebenden Neu-Delhi umfasst er auch das Delhi Cantonment und kleinere Teile der Municipal Corporation of Delhi. Er erstreckt sich somit vom zentral gelegenen Regierungsviertel bis zur südöstlichen Grenze des Hauptstadtterritoriums zu Gurugram im benachbarten Bundesstaat Haryana.

## Verwaltungsgliederung
Der Distrikt Neu-Delhi ist wie die übrigen zehn Distrikte des Hauptstadtterritoriums in drei tehsils (Subdistrikte) unterteilt, nämlich Chanakyapuri, Delhi Cantonment und Vasant Vihar.

## Geschichte

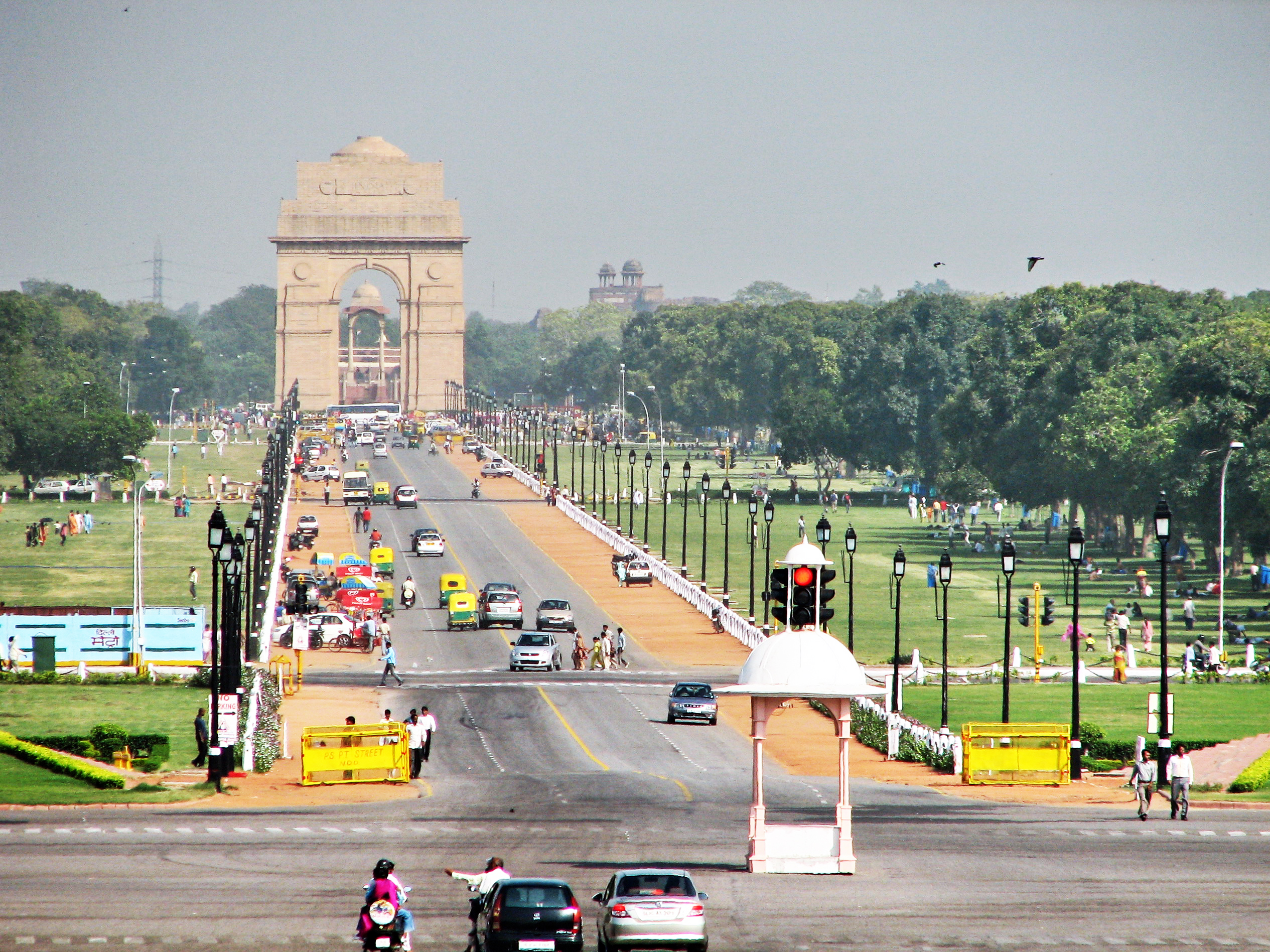
Blick über den Rajpath zum India Gate

Ein Distrikt namens New Delhi besteht seit 1997, als das vormals aus einem einzigen Distrikt bestehende Hauptstadtterritorium in neun Distrikte geteilt wurde. In seinen damaligen Grenzen war der Distrikt mit 35 km² kleiner als die gleichnamige kommunale Verwaltungseinheit (42,7 km²) und beschränkte sich im Wesentlichen auf das während der britischen Kolonialzeit planmäßig angelegte Regierungsviertel. Bei der indischen Volkszählung 2001 wurden auf seinem Gebiet 171.806 Einwohner, bei der folgenden Volkszählung 2011 hingegen 142.004 Einwohner erhoben.
Bei der Reorganisation der Distrikte Delhis im Jahr 2012, als deren Gesamtzahl auf elf erhöht wurde, erfuhr der Distrikt eine erhebliche Vergrößerung Richtung Südwesten zulasten des Distrikts South West Delhi bis an die Grenze zum Bundesstaat Haryana, weshalb ältere statistische Daten nicht mehr vergleichbar sind.